# Tamilistik
Die Tamilistik ist eine eigenständige, eng mit der Indologie und den Südasienstudien verwandte Wissenschaft, die sich mit der Sprache, Literatur und Geschichte des Tamil befasst. Obwohl das Tamil mit über 2000 Jahren die längste Literaturgeschichte aller indischen Sprachen hat und im indischen Raum als klassische Sprache anerkannt ist, nimmt es im europäischen Raum noch immer gegenüber der Indologie, die sich vornehmlich mit den Sprachen Sanskrit und Hindi befasst, eine untergeordnete Stellung ein. 

## Forschungsgeschichte
Das Tamil hat eine sehr alte einheimische Grammatiktradition. Die älteste Tamil-Grammatik und zugleich das älteste bekannte Werk der Tamil-Literatur überhaupt, das Tolkappiyam, stammt aus dem 1. oder 2. Jahrhundert v. Chr. Es dürfte aber noch ältere Vorläufer gegeben haben, die uns nicht erhalten sind. Eine zweite bekannte Grammatik ist das Nannul (um 1200 v. Chr.).
Die ersten Europäer, die sich mit dem damals noch als „Malabarisch“ bezeichneten Tamil befassten, waren christliche Missionare. Der portugiesische Jesuit Anrique Anriquez (ca. 1520–1600) schrieb religiöse Texte auf Tamil, verfasste eine Tamil-Grammatik und ließ 1554 das erste tamilische Buch, noch in lateinischer Schrift, sowie 1578 das erste Buch in der Tamil-Schrift drucken. Andere Missionare, die sich um das Tamil bemüht machten, waren der Italiener Constantine Beschi (1680–1743), auf den einige nachhaltige orthografische Erneuerungen in der Tamil-Schrift zurückgehen, und der Deutsche Bartholomäus Ziegenbalg (1682–1719).
Die in der Zeit um 1800 aufkommende westliche Indologie beschäftigte sich zunächst vornehmlich mit dem Sanskrit. Als Robert Caldwell 1856 die Eigenständigkeit der dravidischen Sprachen entdeckte, verstärkte sich das wissenschaftliche Interesse an dieser Sprachfamilie; das Tamil blieb aber dennoch von deutlich geringerer Bedeutung als Hindi oder Sanskrit.
Im deutschen Sprachraum gründete Klaus-Ludwig Janert 1963 an der Universität Köln das Institut für Indologie und Tamilistik und legte dort eine umfangreiche Bibliothek tamilischer Bücher an, die für die Rettung tamilischer Literatur während des Bürgerkrieges in Sri Lanka sehr wichtig war. Das Institut wurde 2018 wegen Geld- und Studentenmangel geschlossen. Hinzu kommen verschiedene sprachwissenschaftliche Fachbereiche und Fachzeitschriften in Südindien; so wurde 1965 in Madras ein tamilologisches Institut gegründet und 1968 der Madurai Kamaraj University hinzugefügt.